# Swedru
Swedru is een plaats in Ghana (regio Central). De plaats telt 45 614 inwoners (census 2000).